# Markus Gebhardt

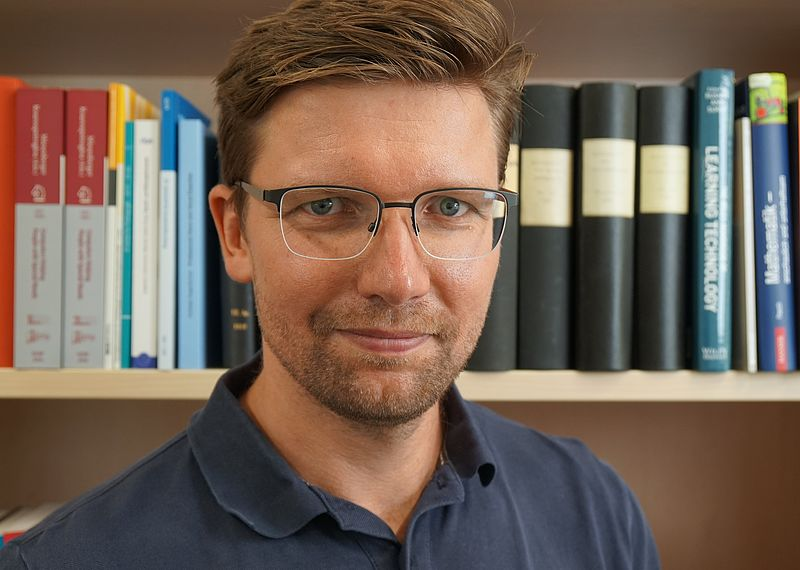
Markus Gebhardt 2020

Markus Gebhardt (* 1982 in München) ist ein deutscher Sonderpädagoge, empirischer Bildungsforscher und Hochschullehrer an der Ludwig-Maximilians-Universität München.

## Lebenslauf
Markus Gebhardt wuchs in München auf und erwarb dort seine Hochschulreife. Zwischen 2003 und 2008 studierte Markus Gebhardt Sonderpädagogik mit dem Schwerpunkt Lernen und schloss sein Erststudium 2008 mit dem 1. Staatsexamen für das Lehramt Sonderschule und einem Magister für Sonderpädagogik mit den Nebenfächern Psychologie und Schulpädagogik ab. Von 2008 bis 2010 leistete er seinen Vorbereitungsdienst im Förderzentrum München Mitte IV und an der Franz-Marc-Schule in Geretsried und schloss diesen mit dem 2. Staatsexamen für das Lehramt Sonderschule 2010 ab.
Von 2010 bis 2012 war Markus Gebhardt als wissenschaftlicher Mitarbeiter am Institut für Erziehungswissenschaften, in der Abteilung für Integrationspädagogik und Heilpädagogische Psychologie an der Karl-Franzens-Universität in Graz (Österreich) tätig, wo er 2012 mit einer empirischen Arbeit zur Entwicklung der Schulleistungen und der sozialen Partizipation in integrativen Klassen der Sekundarstufe promoviert wurde. Parallel zu Referendariat und der Promotion studierte Markus Gebhardt Psychologie an der Fernuniversität in Hagen und schloss dieses Studium mit einem Bachelor 2012 ab.
Von 2012 bis 2016 war Markus Gebhardt als wissenschaftlicher Mitarbeiter an der TUM School of Education am Susanne-Klatten-Stiftungslehrstuhl für Empirische Bildungsforschung (Professor Manfred Prenzel) tätig und wurde 2016 mit der Vinia Legendi für Erziehungswissenschaften mit diversen empirischen Arbeiten zur inklusiven Schulentwicklung habilitiert.
2016 folgte Markus Gebhardt dem Ruf der Technischen Universität Dortmund für das Fachgebiet Entwicklung und Erforschung inklusiver Bildungsprozesse, welches er bis 2020 leitete. 2020 wechselte er auf den neu eingerichteten Lehrstuhl für Lernbehindertenpädagogik einschließlich inklusiver Pädagogik an die Universität Regensburg, wo er das Studienangebot im Lehramt für Sonderpädagogik für die Fachrichtung Lernbehindertenpädagogik (Förderschwerpunkt Lernen) konzipierte und etablierte. 2023 folgte Markus Gebhardt dem Ruf auf den Lehrstuhl für Sonderpädagogik – Förderschwerpunkt Lernen einschließlich inklusiver Pädagogik an die Ludwig-Maximilians-Universität München.

## Arbeitsschwerpunkte
Mit seiner Forschung konzentriert sich Markus Gebhardt schwerpunktmäßig auf die empirisch-quantitative Untersuchung und Weiterentwicklung von schulischer Inklusion, sonderpädagogischem Handeln und Professionalität, die Entwicklung von Tests und Fragebögen sowie die Untersuchung von grundlegenden Wirkmechanismen im Unterricht und dem Schulsystem.
Markus Gebhardt sieht in der Lernverlaufsdiagnostik einen zentralen Baustein, der gemeinsamen Unterricht in inklusiven und leistungsheterogenen Klassen ermöglicht. Durch eine kontinuierliche Lernverlaufsdiagnostik lassen sich, seiner Lehrmeinung nach, pädagogische Entscheidungen von Seiten der Lehrkräfte zielführend individualisieren und nachjustieren. Zudem erfahren Schülerinnen und Schüler aller Leistungsniveaus durch die periodische Dokumentation ihres Lernfortschritts eine selbstregulative Aktivierung. Markus Gebhardt sieht in der Lernverlaufsdiagnostik ein Instrument zur Reduktion potenzieller Stigmatisierung durch an Behinderungen. Um diese Instrumente für die pädagogische Praxis einfach zugänglich zu machen, betreibt Markus Gebhardt Levumi.de.
Im Kontext der theoriebezogenen Analyse und Evaluation inklusiver Bildungsprozesse befasst sich Markus Gebhardt unter anderem mit Modellen und Vorstellungen von Behinderungen und Beeinträchtigungen, die den universitären Ausbildungsbetrieb und die pädagogischen Handlungsfelder prägen und konstituieren. Markus Gebhardt postuliert die Überwindung des häufig weiterhin dominanten individuell-medizinischen Modells von Behinderung in der inklusiven Pädagogik. Dabei lässt sich bei Markus Gebhardt selbst eine system-ökologische Betrachtungsweise von Behinderung erkennen.
Markus Gebhardt gestaltet und evaluiert digitalen Lernumgebungen (Ed Tech) mit dem Ziel der Weiterentwicklung der akademischen Lehrkräftebildung in einer von digitalen Artefakten geprägten Informationsgesellschaft (Siehe soziale Medien).
Markus Gebhardt veröffentlicht seine Lehrbücher, Artikel, Daten, Instrumente und Lehrmaterialien vorwiegend in Open Access und sieht sich als Verfechter des Commitment to Research Transparency and Open Science.

## Levumi
Levumi ist eine kostenlose Onlineplattform für Lehrkräfte, welche von Markus Gebhardt und Andreas Mühling (Universität Kiel) 2015 gegründet wurde. Die Lehrkräfte können eine Klasse anlegen und wöchentlich Tests und Übungen für die Lernbereiche Lesen, Rechtschreibung und Mathematik individuelle auf verschiedenen Niveaustufen auswählen. Die Tests dauern zwischen 1 und 5 Minuten und ermöglichen das Messen von individuellen Lernfortschritte.

## Soziale Medien
Markus Gebhardt betreibt den YouTube-Kanal mit Videos zum Förderschwerpunkt Lernen, mit sonderpädagogischen Fachgesprächen sowie allgemeiner angelegten Videos zu inklusiven Pädagogik und empirischen Bildungsforschung.
Markus Gebhardt betreibt den fachlich orientierten X-Account Gebhardt_SpecEd.